# Styx River (vattendrag i Australien, Tasmanien)
Styx River är ett vattendrag i Australien. Det ligger i delstaten Tasmanien, i den sydöstra delen av landet, omkring 39 kilometer nordväst om delstatshuvudstaden Hobart.
Trakten runt Styx River består till största delen av jordbruksmark. Trakten runt Styx River är nära nog obefolkad, med mindre än två invånare per kvadratkilometer. Genomsnittlig årsnederbörd är 1 164 millimeter. Den regnigaste månaden är september, med i genomsnitt 142 mm nederbörd, och den torraste är februari, med 49 mm nederbörd.